# پارک ملی غار بادی
پارک ملی غار بادی (به انگلیسی: Wind Cave National Park) پارکی طبیعی در ایالت داکوتای جنوبی در ایالات متحده آمریکا است.
این پارک ۱۱۴ کیلومتر مربع وسعت دارد.

## وب‌گاه‌های مربوطه
- وب‌گاه رسمی